# Kostel svaté Kateřiny Alexandrijské (Bavory)
Kostel svaté Kateřiny Alexandrijské je římskokatolický chrám v obci Bavory v okrese Břeclav. Je chráněn jako kulturní památka České republiky.
Jde o farní kostel farnosti Bavory.

## Historie a popis
Kostel byl postaven roku 1740 na místě gotické kaple. Za kněžištěm a sakristií jednolodní orientované stavby byla roku 1791 přistavěna čtyřboká věž ukončena dvojitou bání ve tvaru jehlanu.
Západní průčelí kostela je prolomeno pravoúhlým portálem, nad ním v nice stojí polychromovaná plastika patronky kostela.
Kompozice na hlavním oltáři představuje štukové sousoší Stětí sv. Kateřiny. Po stranách niky se nachází sokly sloupů oltáře se zlacenými hlavicemi. Při jejich vnitřní straně jsou umístěny sochy ochránců proti moru sv. Šebestiána a sv. Rocha.
V nikách dvou bočních oltářů jsou sochařské výjevy oslavy Panny Marie Immaculaty a svatého Jana Nepomuckého, doprovázené hlavičkami andílků v oblacích.

## Galerie

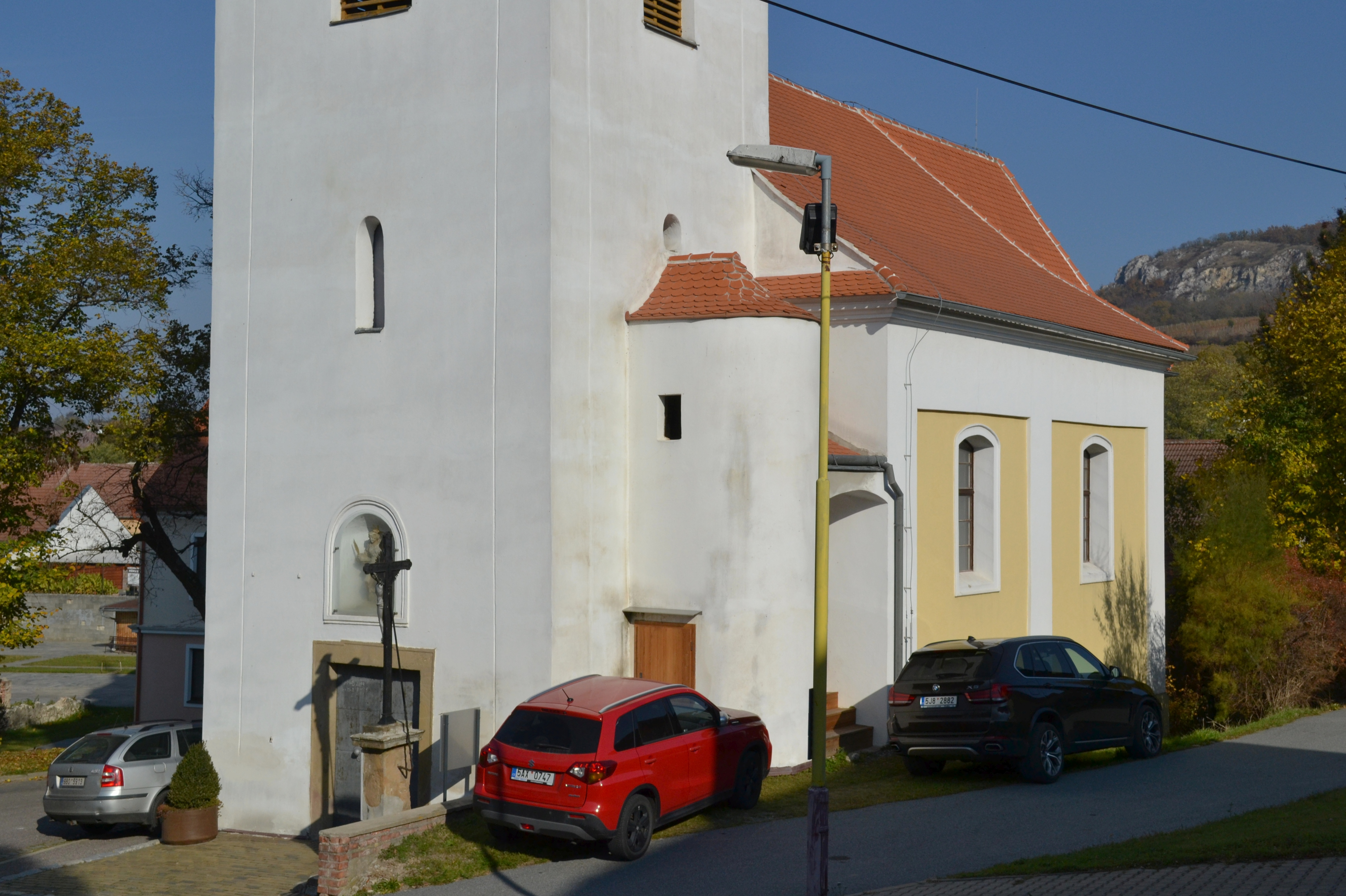
západní strana s věží
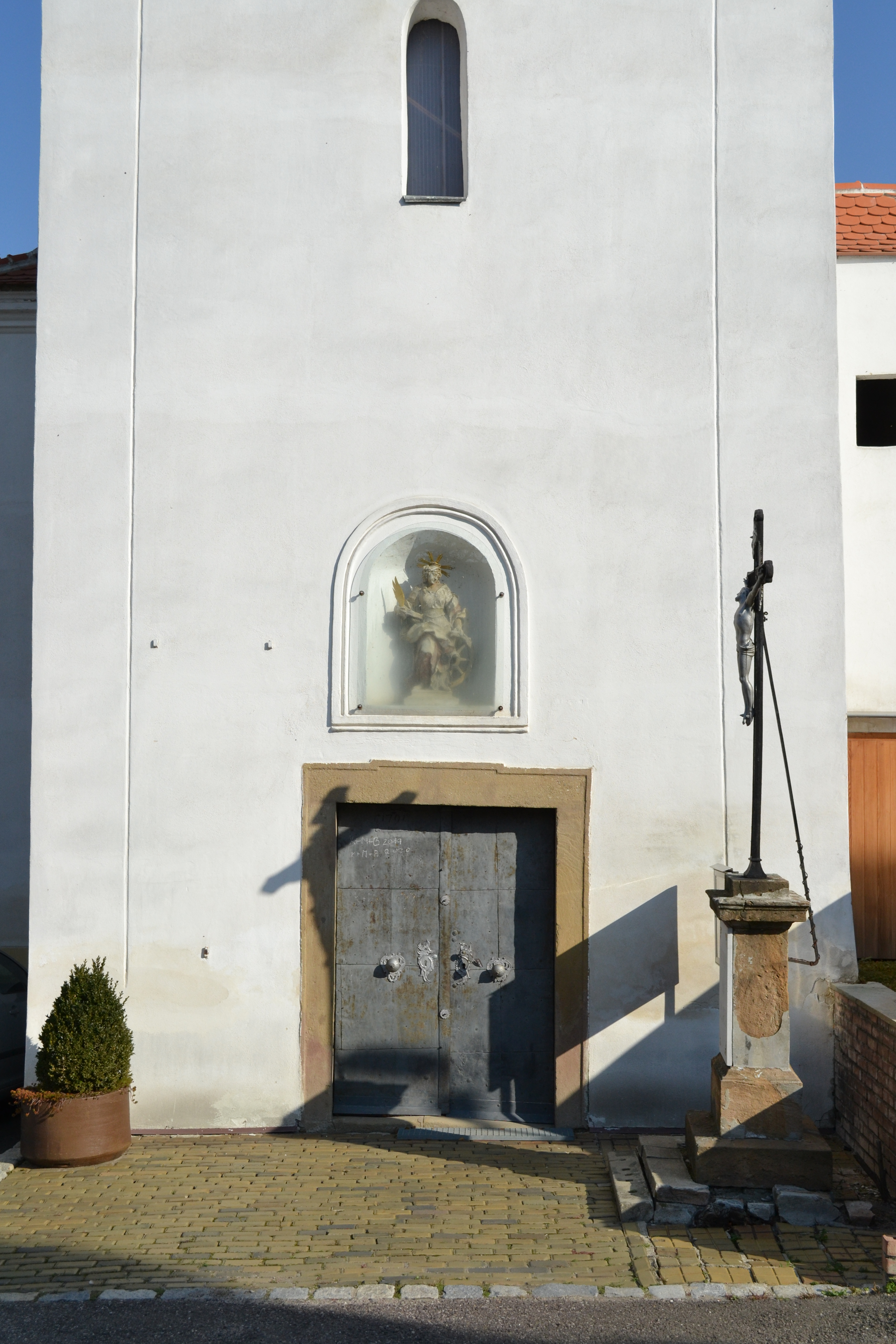
vstup v podvěží
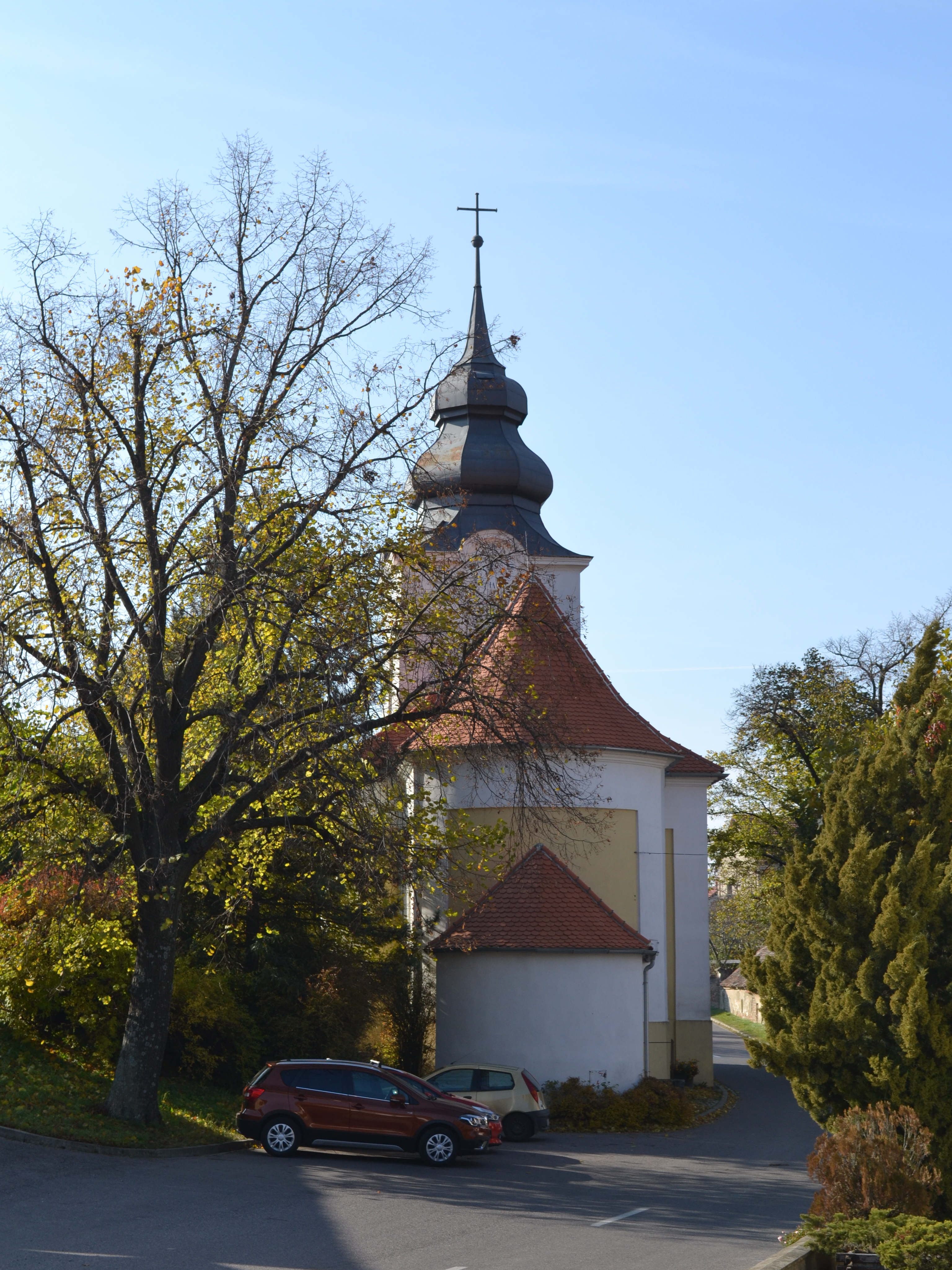
kněžiště